# 불변화사
불변화사(不變化詞, 영어: Particle) 또는 소사(小辭)는 전형적인 굴절어(인도유럽어족 따위)에서 인칭·수·성·격 따위에 따라 어형변화하는 품사인 동사·명사·대명사·형용사 따위를 제외한 품사의 총칭이다. 다른 언어에서도 대응하는 품사의 총칭으로 쓰인다.
구체적으로는 다음과 같은 품사(혹은 개별언어에서 이들과 상응하는 것)를 포함한다.
- 부사
- 접치사
- 접속사
- 감탄사
- 전치사
- 한국어의 조사(기능적으로는 상기한 각 품사와 상응하는 것을 포함)

명사와 동사에 부속하여 격, 서법, 시상 따위에 상응하는 문법적 기능을 다하는 것도 있다.
넓은 의미로는 개별언어에서 어형변화를 하지 않는 품사를 묶어서 가리키는 말이기도 하다. 이를테면, 영어의 형용사와 관사 따위의 Uninflected word.

## 같이 보기
- 구동사 - 동사에 불변화사가 복합한 것.
- 분리동사(불변화사 동사) - 불변화사가 경우에 따라 접사로서 동사에 결합한다.
- 접어